# Зигеберт I (Саарбрюкен)
Зигеберт I (на немски: Sigebert I von Saarbrücken; Siegbert I Graf von Saargau, 1019 – 1105) от род Валрамиди е гауграф на Сааргау от 1080 до 1105 г. и на господство Саарбрюкен.
През 1080 г. император Хайнрих IV от Салическата династия подарява на Зигеберт I имперския чифлик Вадгасен и получава управлението на собственостите на манастир Мец на Саар със замък Саарбрюкен и на Рейн и в Елазас. Неговият брат Винитер († сл. 1088) е абат на манастира Лорш и кралски анти-епископ за епископия Вормс (1085 – 1088).
Неговият син Зигберт II 1125 г. се нарича фон Елзас, другият му син Фридрих основава графството Саарбрюкен, а другите му два сина стават духовници, епископ и архиепископ.

## Фамилия
Зигеберт I се жени вероятно за дъщерята на гауграф Адалберт II фон Калв, или за фон Епенщайн?. Той има четири сина:
- Зигберт II, последва баща си, 1125 г. се нарича фон Елзас – в Елзас
- Фридрих († 1135), от 1118 г. първият граф на Саарбрюкен.
- Бруно († 1123), епископ на Шпайер (1107 – 1123)
- Адалберт I († 23 юни 1137), канцлер на император Хайнрих V и архиепископ на Майнц (1111 – 1137)